# Hyun Bin
Kim Tae Pyung (hangul: 김태평; rr: Gim Tae-pyeong; nascido em 25 de setembro de 1982), mais conhecido pelo nome artístico Hyun Bin (hangul: 현빈; hanja: 玄彬; rr: Hyeon-bin; MR: Hyŏnbin) é um ator e cantor sul-coreano. Ele ganhou amplo reconhecimento por seu papel no drama televisivo de comédia romântica My Lovely Sam Soon de 2005. Desde então, Hyun estrelou dramas televisivos de êxito como Secret Garden (2010–2011), Memories of the Alhambra (2018–2019) e Crash Landing on You (2019–2020). A sua popularidade foi ampliada ainda mais ao estrelar no cinema uma série de sucessos de bilheteria, que incluiu Confidential Assignment (2017), The Swindlers (2017), The Negotiation (2018) e Rampant (2018).
Hyun recebeu elogios dos críticos por sua atuação no filme de melodrama Late Autumn, exibido no 61º Festival Internacional de Cinema de Berlim. Ao longo de sua carreira, ele foi indicado para diversos prêmios, recebendo entre eles o de Ator Mais Popular (categoria filme) no Baeksang Arts Awards de 2006 por A Millionaire's First Love e o Daesang (prêmio mais importante) de Melhor Ator de 2010 por Secret Garden

## Carreira

### 2004–2009: Primeiros trabalhos e papel de destaque
Hyun estreou como ator na série de televisão Bodyguard em 2003. No ano seguinte, ele estrelou a sitcom Nonstop 4 e o drama romântico Ireland, além de estrear no cinema com o filme de esportes juvenis Spin Kick. Hyun chegou ao estrelato na televisão com a comédia romântica My Lovely Sam Soon em 2005, que foi um enorme sucesso, obtendo audiência média de mais de 37% e atingindo pico de 50,5% em seu episódio final, por My Lovely Sam Soon, Hyun recebeu o Prêmio Top Excelência pela MBC Drama Awards.
Em 2006, Hyun estrelou seu primeiro filme como ator principal no romance A Millionaire's First Love, que foi bem recebido entre o público adolescente. No mesmo ano estrelou o drama televisivo The Snow Queen, a partir de então, Hyun passou a estrelar papéis mais ecléticos, como em Worlds Within (2008), escrito por Noh Hee-kyung e o filme de romance I Am Happy, que encerrou o Festival Internacional de Cinema de Busan de 2008. No ano seguinte, ele recebeu elogios da crítica ao interpretar um sociopata na saga gangster Friend, Our Legend para a televisão. Ao se preparar para o papel, Hyun teria assistido ao filme original de Kwak Kyung-taek de 20 a 30 vezes.

### 2010–2013: Popularidade no exterior
Hyun experimentou um ressurgimento de notoriedade em 2010, através do drama televisivo de fantasia Secret Garden, escrito por Kim Eun-sook, que despertou interesse do público em sua moda, frases de efeito e trilha sonora. Ele também contribuiu para sua trilha sonora através da canção "That Man", que atingiu a posição de número um em oito serviços de música online sul-coreanos. Por sua atuação em Secret Garden, Hyun recebeu diversos prêmios no SBS Drama Awards e o Grande Prêmio da categoria televisão no Baeksang Arts Awards.
Em 2011, Hyun estrelou o filme independente Come Rain, Come Shine e o melodrama Late Autumn, este último filmado em Seattle, Estados Unidos, como um remake do filme coreano de mesmo título de 1966. Sua recepção na China foi positiva, o levando a se tornar na ocasião de seu lançamento, o filme coreano de maior bilheteria no país, além disso, a atuação de Hyun foi elogiada internacionalmente. Mais tarde, ele compareceu ao 61° Festival Internacional de Cinema de Berlim, onde os dois filmes foram exibidos. Ele descreveu a ocasião como sua "conquista mais feliz".
Após a fusão de sua antiga agência AM Entertainment com a SM Entertainment, os representantes de Hyun anunciaram em novembro de 2012 que ele juntamente com a atriz Shin Min-a haviam decidido se tornar independentes e criar sua própria agência de gerenciamento a O& Entertainment. Hyun passou a maior parte de 2013 filmando comerciais como embaixador de produtos sob demanda e realizando reuniões com fãs em toda a Ásia.

### 2014–2017: Foco no cinema

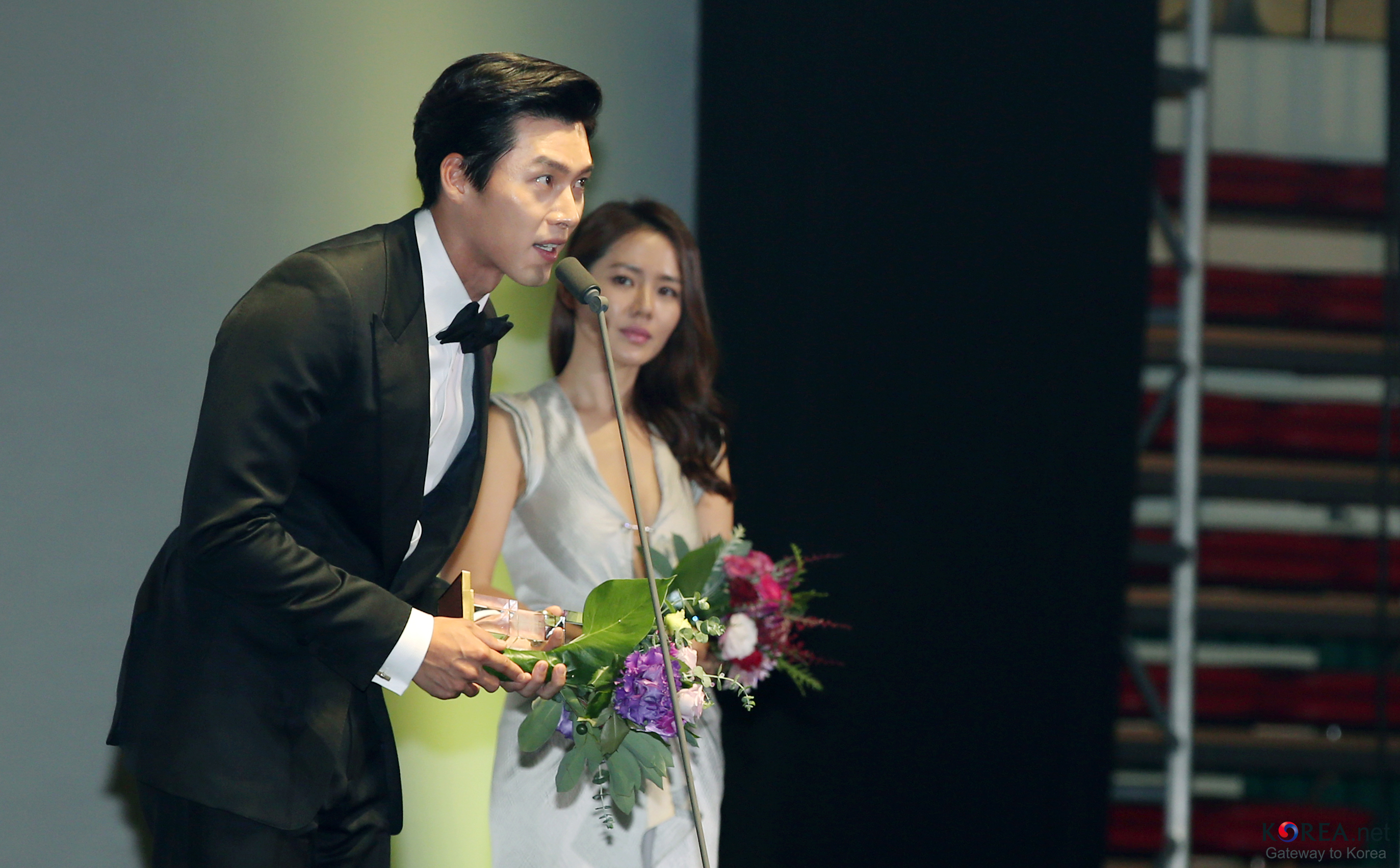
Hyun Bin recebendo o prêmio de Escolha do Produtor durante o Festival Internacional de Cinema Fantástico de Bucheon de 2014.

Em abril de 2014, foi lançado o primeiro filme de época estrelado por Hyun que atraiu público de mais de 3 milhões. No entanto, a interpretação de Hyun no papel do rei Jeongjo em The Fatal Encounter, recebeu críticas. No ano seguinte, ele estrelou na televisão Hyde, Jekyll, Me  e em janeiro de 2016, cria sua própria agência, a VAST Entertainment, que se tornou uma subsidiária integral da Kakao M três anos depois.
Durante o ano de 2017, Hyun dedicou-se ao cinema, estrelando o filme de ação e suspense intitulado Confidential Assignment, que obteve uma recepção positiva de público e da crítica, que elogiou suas cenas de ação e performance cômica. Posteriormente, ele estrelou o filme de ação criminal The Swindlers, que também obteve outro êxito de bilheteria.

### 2018–presente: Retorno a televisão e popularidade
Em 2018, Hyun estrelou o suspense policial The Negotiation, interpretando um papel de vilão pela primeira vez e o sucesso de bilheteria de zumbis Rampant (co-produzido pela VAST Entertainment). No mesmo ano, ele voltou a televisão com o título de suspense e fantasia Memories of the Alhambra. Sua recepção foi positiva, o levando a se tornar o décimo quinto drama coreano mais bem classificado na história da televisão a cabo, além disso, Hyun foi elogiado por sua representação aparentemente indiferente, mas bem-humorada, de seu personagem.
No ano seguinte, ele estrelou o filme The Negotiation e na televisão o romance Crash Landing on You, que obteve êxito de audiência e elogios a sua atuação, considerada versátil em emoções. Em 2020, ele foi escalado para interpretar um agente do serviço secreto no filme de suspense The Point Man da cineasta Yim Soon-rye.

## Vida pessoal
Hyun nasceu e foi criado em Seul e possui um irmão mais velho. Ele estudou na escola de ensino médio Youngdong e depois entrou na Universidade Chung-Ang, onde, em 2004, formou-se em estudos de teatro. Em 2009, se matriculou na mesma universidade para obter um diploma de mestrado.
Em 7 de março de 2011, Hyun realizou seus 21 meses de serviço militar obrigatório no Corpo de Fuzileiros Navais, considerado o ramo de serviço mais difícil. Ele foi dispensado em 6 de dezembro de 2012 e recebeu uma citação por ser um soldado exemplar.
Em 1 de janeiro de 2021, foi confirmado que Hyun estava em um relacionamento com a atriz Son Ye-jin, sua co-estrela em The Negotiation (2018), desde o ano de 2020, após a conclusão da série de televisão Crash Landing on You (2019-2020). Em 10 de fevereiro de 2022, Hyun e Son anunciaram seu noivado em cartas postadas em suas contas de rede social. Em 31 de março do mesmo ano, eles se casaram em uma cerimônia privada e mais tarde, em 27 de novembro, foi anunciado o nascimento do filho do casal.

## Filmografia

### Cinema
| Ano  | Título em Inglês                         | Título em Coreano         | Papel          | Ref.   |
| ---- | ---------------------------------------- | ------------------------- | -------------- | ------ |
| 2004 | Spin Kick                                | 돌려차기                  | Lee Min-gyu    | [ 3 ]  |
| 2005 | Daddy Long Legs                          | 키다리 아저씨             | Hyung-joon     | [ 82 ] |
| 2006 | A Millionaire's First Love               | 백만장자의 첫사랑         | Kang Jae-kyung | [ 6 ]  |
| 2009 | I Am Happy                               | 나는 행복합니다           | Jo Man-soo     | [ 11 ] |
| 2011 | Late Autumn                              | 만추                      | Hoon           | [ 28 ] |
| 2011 | Come Rain, Come Shine                    | 사랑한다, 사랑하지 않는다 | Hwang Ji-seok  | [ 34 ] |
| 2014 | The Fatal Encounter                      | 역린                      | Rei Jeongjo    | [ 47 ] |
| 2017 | Confidential Assignment                  | 공조                      | Im Cheol-ryung | [ 49 ] |
| 2017 | The Swindlers                            | 꾼                        | Hwang Ji-sung  | [ 52 ] |
| 2018 | The Negotiation                          | 협상                      | Min Tae-goo    | [ 55 ] |
| 2018 | Rampant                                  | 창궐                      | Lee Chung      | [ 57 ] |
| 2022 | Confidential Assignment 2: International | 공조2:인터네셔날          | Im Cheol-ryung | [ 83 ] |
| 2023 | The Point Men                            | 교섭                      | Park Dae-sik   | [ 84 ] |
| 2024 | Harbin                                   | 하얼빈                    | An Jung-geun   | [ 85 ] |

### Televisão
| Ano       | Título em Inglês         | Título em Coreano    | Papel                             | Emissora | Ref.                 |
| --------- | ------------------------ | -------------------- | --------------------------------- | -------- | -------------------- |
| 2003      | Bodyguard                | 보디가드             | perseguidor                       | KBS2     | [ 1 ]                |
| 2004      | Nonstop 4                | 논스톱 4             | Ele mesmo                         | MBC      | [ 86 ]               |
| 2004      | Ireland                  | 아일랜드             | Kang Gook                         | MBC      | [ 87 ]               |
| 2005      | My Lovely Sam Soon       | 내 이름은 김삼순     | Hyun Jin-heon                     | MBC      | [ 88 ]               |
| 2005      | Nonstop 5                | 논스톱 5             | Ele mesmo (participação especial) | MBC      | [ 89 ]               |
| 2006–2007 | The Snow Queen           | 눈의 여왕            | Han Tae-woong/Han Deuk-gu         | KBS2     | [ 8 ]                |
| 2008      | Worlds Within            | 그들이 사는 세상     | Jung Ji-oh                        | KBS2     | [ 10 ]               |
| 2009      | Friend, Our Legend       | 친구, 우리들의 전설  | Han Dong-soo                      | MBC      | [ 17 ] [ 18 ] [ 19 ] |
| 2010–2011 | Secret Garden            | 시크릿 가든          | Kim Joo-won                       | SBS      | [ 20 ] [ 21 ]        |
| 2015      | Hyde, Jekyll, Me         | 하이드 지킬, 나      | Gu Seo-jin/Robin                  | SBS      | [ 48 ]               |
| 2018–2019 | Memories of the Alhambra | 알함브라 궁전의 추억 | Yoo Jin-woo                       | tvN      | [ 60 ]               |
| 2019–2020 | Crash Landing on You     | 사랑의 불시착        | Ri Jeong-hyuk                     | tvN      | [ 63 ]               |

### Aparições em vídeos musicais
| Ano  | Título             | Artista        | Ref.   |
| ---- | ------------------ | -------------- | ------ |
| 2003 | "내탓이죠"         | Herb           |        |
| 2005 | "Memory"           | Kim Bum-soo    | [ 90 ] |
| 2005 | "One"              | TVXQ           |        |
| 2006 | "Hey U"            | Lemon Tree     | [ 91 ] |
| 2018 | "Reply"            | Kim Dong-ryool | [ 92 ] |
| 2024 | "The World of You" | Kim Bum-soo    | [ 93 ] |

## Discografia
| Ano  | Título                                     | Melhores posições nas tabelas | Vendas           | Álbum                |
| Ano  | Título                                     | COR                           | Vendas           | Álbum                |
| ---- | ------------------------------------------ | ----------------------------- | ---------------- | -------------------- |
| 2011 | "That Man" (hangul: 그남자)                | 1                             | - COR: 2,129,278 | Secret Garden OST    |
| 2011 | "Can't Have You" (hangul: 가질 수 없는 너) | 6                             | - COR: 923,888   | Lançamento sem álbum |

## Recepção

### Prêmios e indicações
| Ano  | Premiação                                    | Categoria                                              | Trabalho indicado                           | Resultado | Ref.            |
| ---- | -------------------------------------------- | ------------------------------------------------------ | ------------------------------------------- | --------- | --------------- |
| 2021 | APAN Star Awards                             | Grande Prêmio (Daesang)                                | Crash Landing on You                        | Venceu    | [ 98 ]          |
| 2005 | Baeksang Arts Awards                         | Melhor Ator Revelação – Televisão                      | Ireland                                     | Indicado  |                 |
| 2006 | Baeksang Arts Awards                         | Ator Mais Popular – Filme                              | A Millionaire's First Love                  | Venceu    | [ 99 ]          |
| 2007 | Baeksang Arts Awards                         | Melhor Ator – Televisão                                | The Snow Queen                              | Indicado  |                 |
| 2011 | Baeksang Arts Awards                         | Melhor Ator – Televisão                                | Secret Garden                               | Indicado  | [ 26 ]          |
| 2011 | Baeksang Arts Awards                         | Grande Prêmio (Daesang) – Televisão                    | Secret Garden                               | Venceu    |                 |
| 2019 | Baeksang Arts Awards                         | Melhor Ator – Televisão                                | Memories of the Alhambra                    | Indicado  | [ 100 ]         |
| 2020 | Baeksang Arts Awards                         | Melhor Ator – Televisão                                | Crash Landing on You                        | Indicado  | [ 101 ] [ 102 ] |
| 2020 | Baeksang Arts Awards                         | Ator Mais Popular Actor                                | Crash Landing on You                        | Venceu    | [ 101 ] [ 102 ] |
| 2025 | Baeksang Arts Awards                         | Melhor Ator – Filme                                    | Harbin                                      | Indicado  | [ 103 ]         |
| 2006 | KBS Drama Awards                             | Prêmio de Melhor Casal                                 | Hyun Bin (com Sung Yu-ri) The Snow Queen    | Venceu    | [ 104 ]         |
| 2006 | KBS Drama Awards                             | Prêmio do Internauta                                   | The Snow Queen                              | Venceu    | [ 104 ]         |
| 2006 | KBS Drama Awards                             | Prêmio de Popularidade                                 | The Snow Queen                              | Venceu    | [ 104 ]         |
| 2006 | KBS Drama Awards                             | Prêmio de Excelência, Ator                             | The Snow Queen                              | Indicado  |                 |
| 2008 | KBS Drama Awards                             | Prêmio de Excelência, Ator em Minissérie               | Worlds Within                               | Indicado  |                 |
| 2017 | Korea Film Actors Association Awards         | Prêmio Top Estrelas                                    | Confidential Assignment, The Swindlers      | Venceu    | [ 105 ]         |
| 2004 | MBC Drama Awards                             | Melhor Ator Revelação                                  | Ireland                                     | Venceu    | [ 106 ]         |
| 2005 | MBC Drama Awards                             | Prêmio de Melhor Casal                                 | Hyun Bin (com Kim Sun-a) My Lovely Sam Soon | Venceu    | [ 107 ]         |
| 2005 | MBC Drama Awards                             | Prêmio de Popularidade                                 | My Lovely Sam Soon                          | Venceu    | [ 107 ]         |
| 2005 | MBC Drama Awards                             | Prêmio de Excelência Superior, Ator                    | My Lovely Sam Soon                          | Venceu    | [ 108 ]         |
| 2009 | MBC Drama Awards                             | Prêmio de Excelência, Ator                             | Friend, Our Legend                          | Indicado  |                 |
| 2004 | MBC Entertainment Awards                     | Prêmio Especial, Ator de televisão                     | Nonstop 4                                   | Venceu    | [ 109 ]         |
| 2014 | Puchon International Fantastic Film Festival | Prêmio Escolha do Produtor                             | Hyun Bin                                    | Venceu    | [ 110 ]         |
| 2010 | SBS Drama Awards                             | Prêmio de Melhor Casal                                 | Hyun Bin (com Ha Ji-won) Secret Garden      | Venceu    | [ 111 ]         |
| 2010 | SBS Drama Awards                             | Prêmio de Popularidade do Internauta                   | Secret Garden                               | Venceu    | [ 111 ]         |
| 2010 | SBS Drama Awards                             | Top 10 Estrelas                                        | Secret Garden                               | Venceu    | [ 111 ]         |
| 2010 | SBS Drama Awards                             | Prêmio de Excelência Superior, Actor em Drama Especial | Secret Garden                               | Venceu    | [ 111 ]         |
| 2015 | SBS Drama Awards                             | Prêmio de Excelência Superior, Ator em Drama Especial  | Hyde, Jekyll, Me                            | Indicado  |                 |
| 2020 | Yahoo! Asia Buzz Awards                      | Artista Coreano Mais Popular                           | Hyun Bin                                    | Venceu    | [ 112 ]         |

### Honras de Estado
| País          | Organização                            | Ano  | Honraria                    | Ref.    |
| ------------- | -------------------------------------- | ---- | --------------------------- | ------- |
| Coreia do Sul | Korean Popular Culture and Arts Awards | 2020 | Reconhecimento Presidencial | [ 113 ] |

### Listas de reconhecimwento
| Ano  | Publicação | Lista                                                                | Posição | Ref.    |
| ---- | ---------- | -------------------------------------------------------------------- | ------- | ------- |
| 2011 | Forbes     | Celebridades Mais Poderosas da Coreia                                | 32      | [ 114 ] |
| 2015 | Forbes     | Celebridades Mais Poderosas da Coreia                                | 19      | [ 115 ] |
| 2020 | Forbes     | Celebridades Mais Poderosas da Coreia                                | 29      | [ 116 ] |
| 2021 | Forbes     | Celebridades Mais Poderosas da Coreia                                | 21      | [ 117 ] |
| 2019 | The Screen | 2009–2019 Atores Mais Bem-sucedidos de Bilheteria em Filmes Coreanos | 37      | [ 118 ] |